# Стоян Радев (режисьор)
Стоян Радев е български театрален и филмов режисьор.

## Биография
Завършва НАТФИЗ през 1998 г. в класа на Красимир Спасов.

## Спектакли
- 2025 - “Берлин, Берлин” от Сиблерас и Одкьор, Драматичен театър Пловдив
- 2025 – „One Night Stand 2025“, stand-up comedy, Три жени на микрофона, Национален дворец на културата
- 2025 – „Хамлет“ от Уилям Шекспир, Театър „Българска армия“
- 2024 – „Майка Кураж и нейните деца" от Бертолт Брехт, Сатиричен театър „Алеко Константинов“
- 2024 – „Рожденият ден на Рупърт“ от Кен Дженкинс, Младежки театър „Николай Бинев“
- 2024 – „От България с любов“, stand-up comedy, Красимира Хаджииванова, Ива Тодорова, Оля Малинова, Три жени на микрофона
- 2024 – „За свободата и смъртта“, stand-up comedy, Елисавета Белобрадова, Три жени на микрофона, Национален дворец на културата
- 2024 – „И ние играем Ромео и Жулиета“ по пиесата на Шекспир, Столичен куклен театър
- 2024 – „Най-смешното шоу завинаги, навсякъде и само за вас“, stand-up comedy, Ива Тодорова, SLC
- 2024 – „One Night Stand 2024“, stand-up comedy, Три жени на микрофона, Национален дворец на културата
- 2024 – „Три версии на живота“ от Ясмина Реза, I Am Studio
- 2024 – „Нормално“, stand-up comedy,  Галя Петкова, Три жени на микрофона
- 2023 – „Боже мой“ от Теа Денолюбова, Народен театър „Иван Вазов“
- 2023 – „Джъмпи“ от Ейприл де Анджелис, Малък градски театър „Зад канала“
- 2023 –  „Издишване" от Тед Чанг, Театър 199
- 2023 – „Една българка“, stand-up comedy, Красимира Хаджииванова, Три жени на микрофона
- 2023 – „One Night Stand 2023“, stand-up comedy, Три жени на микрофона, Национален дворец на културата
- 2023 – „Монолози за вагината“ от Ева Енслър, Театър „Бонини“, Театър „Сълза и смях“[1]
- 2023 – „Представление и половина“ от Стоян Радев, Театър „Българска армия“
- 2022 – „При закрити врати“ от Жан-Пол Сартр, Общински театър „Възраждане“
- 2022 – „Министър на щастието“, stand-up comedy, Оля Малинова, Три жени на микрофона
- 2022 – „Престъпления на сърцето“ от Бет Хенли, Младежки театър „Николай Бинев“
- 2022 – „Големанов“ от Ст.Л. Костов, Национален театър „Иван Вазов“
- 2022 – „One Night Stand 2022“, stand-up comedy, Три жени на микрофона, Национален дворец на културата
- 2021 – „Всички малки светлини“ от Джейн Ъптън, Театър Азарян
- 2021 – „Ива е онлайн“[2] от Ива Тодорова, Театър 199
- 2021 – „Сирано дьо Бержерак“ от Едмон Ростан, Театър „Българска армия“
- 2021 – „Плач на ангел“ от Стефан Цанев, Национален театър „Иван Вазов“
- 2020 – „Кой се бои от Вирджиния Улф“ от Едуард Олби, Малък градски театър „Зад канала“
- 2020 – „Караконджул“ по Николай Хайтов, Национален театър „Иван Вазов“
- 2020 – „One Night Stand 2020“, stand-up comedy, Три жени на микрофона, Национален дворец на културата
- 2020 – „Добрата, лошата и Красимира“, stand-up comedy, Оля Малинова, Елисавета Белобрадова, Красимира Хаджииванова, Три жени на микрофона
- 2019 – „Жена без значение“ от Оскар Уайлд, Театър „Българска армия“
- 2019 – „Развратникът“ от Ерик-Еманюел Шмит, Театър „София“
- 2019 – „One Night Stand 2019“, stand-up comedy, Три жени на микрофона, Национален дворец на културата
- 2018 – „Опит за летене“[3] от Йордан Радичков, Национален театър „Иван Вазов“
- 2018 – „Приятно ми е, Ива“[2] от Ива Тодорова, Театър 199
- 2018 – „Палачи“[4]от Мартин Макдона, Театър „София“
- 2016 – „Ничия земя“[5] по филмовия сценарий на Данис Танович, Национален театър „Иван Вазов“
- 2014 – „Солунските съзаклятници“[6] от Георги Данаилов, Национален театър „Иван Вазов“
- 2010 – „Снегирьов“ по Фьодор Достоевски, Национален театър „Иван Вазов“
- 2007 – „Куклен дом“ на Хенрик Ибсен, Театър „Българска армия“
- 2005 – „Братя Карамазови“ по Фьодор Достоевски, Драматичен театър - Пловдив
- 2003 – „Саломе“ по Оскар Уайлд, Национален театър „Иван Вазов“
- 2000 – „Соларис“ по Станислав Лем, Театрална работилница „Сфумато“
- 1998 – „Етюд за стая и глас“ по тема и сюжет на Жан Кокто, Театрална работилница „Сфумато“
- 1997 – „Шекспир за любители“ по текстове от комедии на Уилям Шекспир, Сатиричен театър „Алеко Константинов“
- 1996 – „Помилване“ по текстове на Франц Кафка, учебен театър Национална академия за театрално и филмово изкуство

## Филми, музикални клипове, реклами
- 2021 – „Мога да работя“, документален филм, продуцент Фондация „Светът на Мария“
- 2017 – „Гласове в гримьорната на Чочо“, документален филм, продуцент Фондация Икар
- 2015 – „Светове“, документален филм, продуцент Фондация „Светът на Мария“
- 2013 – „Четвърта власт“[7] – сезонен сериал на БНТ
- 2013 – „И България е една голяма грешка“[8], документален филм, с подкрепата на НФЦ, продуценти Фронт филм и Теорема
- 2009 – „Малкият принц“, филм от кампанията „Голямото четене“ на Българска национална телевизия
- 2008 – „15“, филм омнибус на петнайсет изявени български режисьори, продуцент Агитпроп
- 2005 – „Орисия“, пълнометражен музикален филм, ТВ
- 1994 – 2019 – над 300 реклами и музикални клипове на най-популярните български изпълнители и рекламодатели

## Номинации и награди
- 2025 – награда “Аскеер“ за най-добър моноспектакъл за „Рожденият ден на Рупърт“
- 2025 – номинация за най-добър куклен спектакъл ИКАР на САБ за „И ние играем Ромео и Жулиета“
- 2025 – номинация за най-добър режисьор ИКАР на САБ за „Майка Кураж и нейните деца“
- 2024 – награда на София за ярки постижения в областта на културата –  категория "Театър"
- 2024 – награда за най-добър режисьор “Златен кукерикон” за “Монолози за вагината”
- 2022 – номинация за най-добър моноспектакъл „Аскеер“ за „Ива е онлайн“
- 2022 – награда за най-добър спектакъл на международния фестивал на монодрамата SOLO ACT за „Плач на ангел”
- 2022 – награда на публиката за най-добър спектакъл ИКАР на САБ за „Ива е онлайн“
- 2022 – номинация за най-добър режисьор ИКАР на САБ за „Ива е онлайн“
- 2021 – спектакълът „Сирано дьо Бержерак“ печели класацията за културно събитие на годината в сайта „Площад Славейков“
- 2021 – награда за най-добър режисьор „Аскеер“ за „Кой се бои от Вирджиния Улф“ и „Плач на ангел“
- 2021 – номинация за най-добър режисьор ИКАР на САБ за „Караконджул“
- 2018, 2012, 2011, 2009, 2007, 2002 – награди за най-добра телевизионна реклама от Фестивала на Асоциацията на рекламните агенции за „Още хиляда причини“ на Банка ДСК, за „130 години Шуменско“, за „Социалната мрежа“ на Шуменско, за „Бекъм“ на ПФ „Доверие“, за „Влюбен“ на Фарма Експерт, за „Хорът“ на Глобул
- 2014 – награда „Златно перо" за принос към изкуството и културата[9]
- 2014 – награда Jameson Златна бленда (жури) за най-добър сериал за „Четвърта власт“ [10]
- 2014 – награда за най-добър сериал на Българската филмова академия за „Четвърта власт“ [11]
- 2014 – награда на Асоциацията на европейските телевизии CIRCOM[12] за сериала „Четвърта власт“ в категорията „Най-добър игрален филм“
- 2011 – Silver Epica Award[13] за „Социалната мрежа“ на Шуменско
- 2009 – „Малкият принц“ е избран за най-добър филм при вътрешното гласуване на участниците в кампанията „Голямото четене“
- 2009 – първо място в MTV World Chart Express през юни с музикалния клип „Zoom“ на Невена Цонева, Marius Moga (Morandi) и NiVo
- 2007 – номинация за най-добър режисьор ИКАР на САБ за „Куклен дом“[14]
- 2005 – номинация за най-добър режисьор „Аскеер“ за „Братя Карамазови“ [15]
- 2003 – номинация за най-добър режисьор ИКАР на САБ за „Саломе“
- 2000 – номинация за най-добър режисьор „Аскеер“ за „Соларис“ [16]
- 1996 – награда от фестивала MIDEM в Кан за музикалния клип „Ти-ри-ри-рам“ на Мариус Куркински
- 1994, 1995 – награди за най-добър музикален клип „Златен орфей“